# 삼천리문학
삼천리문학(三千里文學)이란, 1938년 경성부에서 발행된 순문학잡지를 말한다.

## 개요
종합지 《삼천리》가 자매지로 발행한 순문학잡지이다. 발행인은 김동환이나 실제 편집의 임무는 최정희와 모윤숙이 도맡아 했다.
인쇄인은 대동인쇄소의 김현도, 발행소는 삼천리사이다. 판형은 국판으로 이루어졌으며, 당시 정가는 50전이었다.

## 같이 보기
- 삼천리
- 삼천리영화
- 김동환